# 韋成賢
韋成賢，字集生，號念莪，湖廣黃岡人。清初政治人物。

## 生平
韋成賢於順治三年（1646年）中式丙戌科二甲第二十二名進士。選庶吉士，散館授弘文院編修。官至右通政。